# Grzybiarnia
Grzybiarnia – osada w Polsce położona w województwie śląskim, w powiecie pszczyńskim, w gminie Pszczyna.
W latach 1975–1998 miejscowość należała administracyjnie do województwa katowickiego.